# Tommies Bathing
Tommies Bathing è un dipinto ad acquarello (34,6x53,2 cm) realizzato nel 1918 dal pittore John Singer Sargent. È conservato nel Metropolitan Museum of Art.

## Descrizione
Il quadro rappresenta tre soldati durante un momento di pausa. Uno dei tre è immerso nel fiume, un altro, anch'esso nudo, si asciuga sull'erba, mentre il terzo è già parzialmente rivestito.

## Storia
Il governo britannico commissionò l'opera a Sargent nell'estate del 1918 per commemorare la collaborazione tra soldati britannici e statunitensi durante la prima guerra mondiale. Sargent si recò quindi nella valle della Somme per trovare un soggetto adatto e durante la sua visita dipinse numerosi acquarelli, tra cui Tommies Bathing. Il nome "Tommy" viene da "Thomas Atkins", il nome generico con cui l'esercito britannico chiamavi i soldati ignoti (come "John Doe" per gli americani).